# سليم موازيني
سليم موازيني (17 أكتوبر 1985 في فرنسا - ) (بالفرنسية: Salim Moizini)‏ هو لاعب كرة قدم فرنسي في مركز الوسط. لعب مع سي أ باستيا ونادي باريس ونادي باستيا ونادي سانت بريست ‏ وASM Vénissieux ‏.

## وصلات خارجية
- سليم موازيني على موقع رابطة كرة القدم الفرنسية للمحترفين (الإنجليزية)
- سليم موازيني على موقع قاعدة بيانات كرة القدم.إي يو (الإنجليزية)
- سليم موازيني على موقع ناشيونال فوتبول تيمز (الإنجليزية)
- سليم موازيني على موقع Soccerway.com (الإنجليزية)